# Tojchotic
Tojchotic är en ort i Mexiko.   Den ligger i kommunen Mitontic och delstaten Chiapas, i den sydöstra delen av landet, 800 km öster om huvudstaden Mexico City. Tojchotic ligger 2 152 meter över havet och antalet invånare är 372.
Terrängen runt Tojchotic är lite bergig, och sluttar norrut. Runt Tojchotic är det ganska tätbefolkat, med 134 invånare per kvadratkilometer. Närmaste större samhälle är San Cristóbal de las Casas, 16,4 km söder om Tojchotic. Omgivningarna runt Tojchotic är en mosaik av jordbruksmark och naturlig växtlighet.